# Paramount Animation
A Paramount Animation é um estúdio de animação americano que é a divisão da Paramount Pictures, uma subsidiária da Paramount Global. A divisão foi fundada em 6 de julho de 2011.
Seu primeiro filme, Bob Esponja: Um Herói Fora D'Água, foi lançado em 6 de fevereiro de 2015, e seu lançamento mais recente, Transformers: O Início, foi lançado em 20 de setembro de 2024. O próximo lançamento do estúdio, The Smurfs Movie, será lançado em 18 de julho de 2025.

## Origens
Após o fechamento da Paramount Cartoon Studios (anteriormente denominada Famous Studios) em dezembro de 1967, a Paramount distribuiu alguns filmes de animação de 1973 a 1992 produzidos por estúdios externos, incluindo Charlotte's Web, Race for Your Life, Charlie Brown, Boa Viagem, Charlie Brown, e Bébé's Kids.
Após a fusão da Paramount com a Viacom, o estúdio começou a lançar vários filmes animados baseados nos programas de TV da Nickelodeon, incluindo a trilogia de filmes Rugrats, Bob Esponja - O Filme (2004) e Jimmy Neutron: O Menino Gênio (2001). O estúdio também lançou filmes baseados em Beavis e Butt-Head e South Park.
Em 2005, o então novo CEO da Paramount, Brad Gray, considerou construir uma divisão interna de animação, porque ele via os filmes familiares como o “ponto ideal” da indústria cinematográfica. No ano seguinte, a Paramount assinou um contrato de distribuição com a DreamWorks Animation, que preencheu a agenda do estúdio com filmes familiares de sucesso, como Os Sem Floresta (2006), Shrek Terceiro (2007), Shrek Para Sempre (2010), os dois primeiros filmes de Kung Fu Panda, e Como Treinar o Seu Dragão (2010). Durante este acordo, o estúdio lançou O Segredo dos Animais em 2006 e A Lenda de Beowulf em 2007.
Em 4 de março de 2011, o estúdio lançou seu primeiro filme de animação interno, Rango. O filme foi aclamado pela crítica e arrecadou mais de US$ 245 milhões de bilheteria. O sucesso de Rango ajudou a Paramount a descobrir seu potencial em fazer filmes de animação de sucesso por conta própria. Em junho, o estúdio adquiriu os direitos de produção de um filme de animação baseado na webcomic de Penny Arcade de 2010, The New Kid.

## História

### Era de Brad Grey (2011-2017)

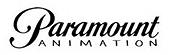
Primeira Logo

Em julho de 2011, após o sucesso de Rango, as altas expectativas para The Adventures of Tintin e a saída da DreamWorks Animation após a conclusão de seu contrato de distribuição com Madagascar 3: Os Procurados e A Origem dos Guardiões em 2012, Paramount anunciou a formação de uma divisão de animação. O estúdio produziria inicialmente um filme de animação por ano com um orçamento máximo de US$ 100 milhões. Uma parte dos filmes seria coproduzida com a Nickelodeon e seria promovida nos parques temáticos e hotéis da Nickelodeon.
Em outubro de 2011, a Paramount nomeou David Stainton, um ex-presidente da Walt Disney Animation Studios, como presidente da Paramount Animation. Em fevereiro de 2012, Stainton renunciou por motivos pessoais, com o presidente do Paramount Film Group, Adam Goodman, intervindo para supervisionar diretamente o estúdio. Também foi anunciado que Bob Esponja: Um Herói Fora D'Água, uma sequência independente de Bob Esponja - O Filme (2004) e baseado no popular programa de TV da Nickelodeon, Bob Esponja Calça Quadrada, seria o primeiro filme do estúdio e com lançamento em 2014.
Em agosto de 2012, a Variety informou que a Paramount Animation estava iniciando o desenvolvimento de vários filmes de animação em colaboração com a Nickelodeon, Mary Parent e J. J. Abrams. Além da sequência de Bob Esponja, a Paramount Animation considerou adaptar Dora, A Aventureira, A Lenda de Korra e Monkey Quest. O aumento na produção de filmes de animação deveu-se ao fato de a DreamWorks Animation estar em negociações com outros estúdios para distribuir seus filmes de animação pós-2012.
Em 31 de julho de 2013, a Paramount Animation anunciou que estava desenvolvendo uma franquia de filmes que misturariam live-action com animação no estilo de Transformers, intitulada Monster Trucks. Jonathan Aibel e Glenn Berger foram anunciados como escritores do filme e Chris Wedge, diretor de A Era do Gelo (2002), iria dirigir o filme, e Mary Parent iria produzir, com uma data de lançamento de 29 de maio de 2015.
O primeiro filme do estúdio, Bob Esponja: Um Herói Fora D'Água, foi lançado em 6 de fevereiro de 2015, recebendo críticas positivas e foi um sucesso de bilheteria, arrecadando mais de US$ 325 milhões em todo o mundo e se tornando o quinto filme de animação com maior bilheteria de 2015. Naquele mesmo mês, a Paramount demitiu Adam Goodman devido à quantidade de filmes bombas de bilheteria do estúdio que Goodman dava sinal verde. A Paramount anunciou outro filme de Bob Esponja no final daquele ano.
No verão de 2015, a Paramount Pictures participou de uma guerra de direitos contra a Warner Bros. e a Sony Pictures Animation pelos direitos de produção de Emoji: O Filme, baseado em um roteiro de Tony Leondis e Eric Siegel. A Sony ganhou os direitos em julho e lançou o filme em 2017. O chefe do estúdio, Bob Bacon, deixou a Paramount Animation naquele verão.
Em junho de 2015, foi revelado que o estúdio da Espanha, Ilion Animation Studios, por trás do filme Planeta 51 (2009), venceu uma guerra de direitos contra outros estúdios de animação para produzir um filme de animação em 3D para a Paramount Animation, que já estava em produção desde 2014. Em novembro de 2015, a Paramount Animation anunciou oficialmente o projeto como Amusement Park (posteriormente renomeado Wonder Park) com o ex-animador da Pixar, Dylan Brown, como diretor. O estúdio também anunciou Monster Trucks, O Pequeno Príncipe, Gnomeu e Julieta: O Mistério do Jardim e o terceiro filme de Bob Esponja.
Em 4 de maio de 2016, a Paramount Pictures anunciou que assinou um contrato com a Locksmith Animation, sediada no Reino Unido, para codesenvolver e coproduzir três projetos de animação originais a serem lançados sob o selo da Paramount Animation (com animação produzida pelo DNEG).
O segundo filme do estúdio, Monster Trucks, foi lançado em 13 de janeiro de 2017, recebendo críticas mistas e foi um fracasso de bilheteria, arrecadando US$ 64,5 milhões com um orçamento de US$ 125 milhões e fazendo o estúdio perder US$ 120 milhões.
Em março de 2017, a Skydance Media assinou contrato para uma parceria de vários anos com a Ilion Animation Studios e, em julho, a Skydance anunciou seus dois primeiros filmes de animação - Luck e Spellbound - que seriam distribuídos pela Paramount Pictures como parte de seu acordo com a Skydance. Em 10 de outubro de 2017, Bill Damaschke foi contratado para chefiar a divisão como presidente de animação e entretenimento familiar.

### Era de Jim Gianopulos/Mireille Soria (2017-2021)
Em abril de 2017, a Paramount encerrou seu acordo com a Locksmith Animation quando o presidente e CEO da Paramount, Brad Grey, foi substituído por Jim Gianopulos, que decidiu que seus projetos não se encaixavam nos outros próximos lançamentos da Paramount. A Locksmith formou um contrato de produção plurianual com a 20th Century Fox quatro meses depois.
Em julho de 2017, a Paramount Pictures nomeou a ex-copresidente da DreamWorks Animation, Mireille Soria, como presidente do estúdio. Soria reestruturou o estúdio, aumentando seu número de funcionários de 10 para mais de 110, e criou uma nova meta de lançar dois filmes de animação por ano com diferentes estilos de animação e gêneros. Ela também supervisionaria a conclusão de Sherlock Gnomes e Wonder Park, que estavam em produção antes de sua chegada.
O estúdio lançou seu terceiro filme, Gnomeu e Julieta: O Mistério do Jardim, em 23 de março de 2018, e foi um fracasso com os críticos e na bilheteria, arrecadando US$ 90,3 milhões com um orçamento de US$ 59 milhões.
Em abril de 2018, a Paramount Pictures nomeou a exprodutora da Blue Sky Studios e da Nickelodeon Movies, Ramsey Naito, como vice-presidente executiva do estúdio. Mais tarde, ela deixou a empresa, a fim de se tornar o chefe de animação da Nickelodeon. No mesmo mês, Soria deu luz verde aos três primeiros fillmes do estúdio sob sua liderança a serem lançados em 2020 e além: The SpongeBob Movie: It’s a Wonderful Sponge (posteriormente renomeado Sponge on the Run), Monster on the Hill (posteriormente renomeado Rumble) e Luck.
Em 14 de janeiro de 2019, Mireille Soria anunciou que a equipe da Paramount Animation não trabalhará mais com a Skydance Animation por causa da contratação de John Lasseter como chefe de animação. Luck e Spellbound ainda seriam lançados pela Paramount, mas não sob o selo Paramount Animation, até que a Apple TV+ adquiriu os direitos de distribuição de ambos os filmes em fevereiro de 2021 como parte de um acordo maior com a Skydance Animation.
O quarto filme do estúdio, O Parque dos Sonhos, foi lançado em 15 de março de 2019. Recebeu críticas mistas e se tornou um fracasso de bilheteria, arrecadando apenas US$ 119,6 milhões mundialmente, com um orçamento de US$ 100 milhões.
Em junho de 2019, a Paramount Animation anunciou vários filmes de animação, incluindo um filme de animação das Spice Girls, um filme que misturaria live-action e animação de Mighty Mouse, uma adaptação de The Tiger's Apprentice, um filme musical intitulado Jersey Crabs (posteriormente renomeado Under the Boardwalk), e a coprodução com a Imagine Entertainment, The Shrinking of Treehorn.
O quinto filme do estúdio, Bob Esponja: O Incrível Resgate, lançado nos cinemas apenas no Canadá em 14 de agosto de 2020, com um lançamento em 4 de março de 2021 nos Estados Unidos na Paramount+ e um lançamento em 5 de novembro de 2020 internacionalmente na Netflix devido á pandemia de COVID-19. O filme recebeu críticas positivas dos críticos e arrecadou US$ 4,4 milhões em todo o mundo com um orçamento de US$ 60 milhões.
Em janeiro de 2021, a Paramount Animation anunciou dois novos filmes: uma adaptação do livro de Tom Wheeler, C.O.S.M.O.S., e um filme original do comediante do Comedy Central, Trevor Noah.

### Era de Brian Robbins/Ramsey Naito (2021-presente)
Em 30 de setembro de 2021, logo após Brian Robbins substituir Jim Gianopulos como presidente e CEO da Paramount Pictures, foi anunciado que Ramsey Naito substituiria Mireille Soria como presidente da Paramount Animation, além de seu papel atual como presidente da Nickelodeon Animation Studio.
O sexto filme do estúdio, A Liga de Monstros, foi lançado em 15 de dezembro de 2021 no Paramount+ nos Estados Unidos. Originalmente, esperava-se que fosse lançado em 18 de fevereiro de 2022 nos cinemas, mas devido à pandemia de COVID-19, foi posteriormente transferido para o Paramount+. O filme recebeu críticas mistas.
Em 20 de janeiro de 2022, Latifa Ouaou (uma veterana da Illumination Entertainment e da DreamWorks Animation) foi contratada como vice-presidente executiva de filmes e franquias globais para a Paramount Animation e a Nickelodeon Animation Studio. Nesta posição, Ouaou supervisionaria os filmes para streaming e cinema dos dois estúdios. Também foi revelado que O Aprendiz do Tigre (que originalmente estava sendo dirigido por Carlos Baena) seria dirigido por Raman Hui, com Paul Watling e Yong Duk Jhun sendo codiretores. Bob Persichetti (o codiretor vencedor do Oscar de Homem-Aranha no Aranhaverso) também se juntou ao filme como produtor.
Em 26 de julho de 2023, Brian Robbins revelou em um artigo da Variety que o filme Under the Boardwalk seria lançado diretamente no Paramount+ em vez dos cinemas. Ele afirmou: "Não vamos lançar um filme de animação original caro e esperar que as pessoas venham", ao mesmo tempo em que apontou para o baixo desempenho de bilheteria dos filmes da Pixar, como Lightyear e Elementos. Isso contradiz uma declaração anterior de Ramsey Naito, que afirmou em uma entrevista ao Deadline que planeja lançar animações originais para continuar construindo franquias.
Under the Boardwalk, o sétimo filme do estúdio, recebeu um lançamento limitado nos cinemas com o nome da Nickelodeon Movies. Foi lançado em 27 de outubro de 2023, com lançamento em vídeo sob demanda em 7 de novembro.
O oitavo filme do estúdio, The Tiger's Apprentice, foi lançado em 2 de fevereiro de 2024 no Paramount+, após vários adiamentos e seu lançamento nos cinemas ser cancelado. Recebeu críticas mistas dos críticos.
Em 5 de março de 2024, a Paramount Animation assinou um acordo de vários anos com o diretor de Teenage Mutant Ninja Turtles: Mutant Mayhem, Jeff Rowe. Sob este acordo, Rowe produzirá e dirigirá filmes de animação e live-action, incluindo a sequência de Mutant Mayhem.
O nono filme do estúdio, Transformers One, foi lançado em 20 de setembro de 2024. Recebeu críticas positivas dos críticos, mas se tornou uma decepção financeira, arrecadando US$ 128,9 milhões em todo o mundo, com um orçamento de US$ 75–147 milhões.
Se a fusão pendente da Paramount Global e da Skydance Media acontecer, John Lasseter, que é chefe da Skydance Animation, se tornará chefe da Paramount Animation.

## Logo
Inicialmente, a Paramount Animation não teve um logotipo nos seus quatro primeiro filmes. Eles apenas usavam o logotipo padrão da Paramount Pictures.
Em 19 de setembro de 2019, a Paramount Animation introduziu um novo logotipo animado com uma personagem apelidada de Star Skipper. Quando Mireille Soria chegou à Paramount Animation, um dos primeiros objetivos estabelecidos por Jim Gianopulos foi criar um logotipo para a divisão. A equipe queria colocar uma personagem feminina no logotipo, porque a equipe do estúdio é majoritariamente feminina e, de acordo com Soria, captura a "magia" da divisão. O logotipo e o personagem de Star Skipper foram desenhados pelo artista de desenvolvimento visual de As Aventuras do Capitão Cueca - O Filme (2017) e diretor de arte, Christopher Zibach, e animado pela ATK PLN e Reel FX Creative Studios. Este logotipo estreou em Bob Esponja: O Incrível Resgate (2020).

## Processo de produção
Semelhante à Warner Bros. Pictures Animation e Sony Pictures Animation, o estúdio terceiriza a produção de animação para outros estúdios de animação. Rumble foi criado fora da Paramount Animation pela Reel FX, mas o estúdio adquiriu os direitos e o coproduziu.
Como a 20th Century Animation com filmes de animação da 20th Century Studios, o estúdio também atua como uma espécie de marca de distribuição para filmes de animação produzidos ou adquiridos pela Paramount Pictures. O primeiro caso disso seria o acordo abortado com a Locksmith Animation. Além disso, O Lendário Cão Guerreiro, originalmente esperado para ser distribuído pela Open Road Films e depois pela STX Entertainment, foi adquirido pela Paramount para ser distribuído pela Paramount Animation, depois pela Nickelodeon Movies.
A Paramount Animation não tem um estilo de animação próprio. De acordo com Mireille Soria, cada filme terá seu próprio estilo, criado pelos cineastas, o que ajudaria a terceirizar a animação para diferentes fornecedores.
Quando Ramsey Naito assumiu o comando da Paramount Animation em setembro de 2021, ela trouxe a cultura da Nickelodeon Animation Studio, que ela descreve como "orientada pelo artista" e "criativa". Ambas as empresas estão agora unidas sob uma única equipe, em um movimento diferente dos estúdios de animação da Disney e da Universal (Walt Disney Animation Studios e Pixar pós-Lasseter para a primeira e Illumination e DreamWorks para a segunda).

## Filmografia

### Filmes lançados
| Título                                   | Lançamento             | Diretor(es)                                       | Roteirista(s) | Produtor(es)                                                                       | Compositor(es)                                                                    | Coprodução                                                                      | Serviços de animação                  |
| ---------------------------------------- | ---------------------- | ------------------------------------------------- | --- | ---------------------------------------------------------------------------------- | --------------------------------------------------------------------------------- | ------------------------------------------------------------------------------- | ------------------------------------- |
| The SpongeBob Movie: Sponge Out of Water | 6 de fevereiro de 2015 | Paul Tibbitt Mike Mitchell (cenas em live-action) | Baseado em SpongeBob SquarePants criado por: Stephen Hillenburg | Paul Tibbitt Mary Parent                                                           | John Debney                                                                       | Nickelodeon Movies United Plankton Pictures                                     | Rough Draft Studios Korea Iloura      |
| The SpongeBob Movie: Sponge Out of Water | 6 de fevereiro de 2015 | Paul Tibbitt Mike Mitchell (cenas em live-action) | Stephen Hillenburg Paul Tibbitt (história)Jonathan Aibel Glenn Berger (roteiro)                                                                                        | Paul Tibbitt Mary Parent                                                           | John Debney                                                                       | Nickelodeon Movies United Plankton Pictures                                     | Rough Draft Studios Korea Iloura      |
| Monster Trucks                           | 13 de janeiro de 2017  | Chris Wedge                                       | Matthew Robinson Jonathan Aibel Glenn Berger (história)Derek Connolly (roteiro)                                                                                        | Mary Parent Denis L. Stewart                                                       | Dave Sardy                                                                        | Nickelodeon Movies Disruption Entertainment                                     | Mr. X Moving Picture Company          |
| Sherlock Gnomes                          | 23 de março de 2018    | John Stevenson                                    | Baseado em Sherlock Holmes criado por: Arthur Conan Doyle e personagens criados por: Rob Sprackling John Smith Andy Riley Kevin Cecil Kelly Asbury Steve Hamilton Shaw | Steve Hamilton Shaw David Furnish Carolyn Soper                                    | Chris Bacon (trilha sonora)Elton John Bernie Taupin (músicas)                     | Metro-Goldwyn-Mayer Rocket Pictures                                             | Mikros Image Reel FX Creative Studios |
| Sherlock Gnomes                          | 23 de março de 2018    | John Stevenson                                    | Ben Zazove | Steve Hamilton Shaw David Furnish Carolyn Soper                                    | Chris Bacon (trilha sonora)Elton John Bernie Taupin (músicas)                     | Metro-Goldwyn-Mayer Rocket Pictures                                             | Mikros Image Reel FX Creative Studios |
| Wonder Park                              | 15 de março de 2019    | Dylan Brown (não creditado)                       | Robert Gordon Josh Appelbaum André Nemec (história)Josh Appelbaum André Nemec (roteiro)                                                                                | Josh Appelbaum André Nemec Kendra Haaland                                          | Steven Price                                                                      | Nickelodeon Movies                                                              | Ilion Animation Studios               |
| The SpongeBob Movie: Sponge on the Run   | 14 de agosto de 2020   | Tim Hill                                          | Baseado em SpongeBob SquarePants criado por: Stephen Hillenburg | Ryan Harris                                                                        | Hans Zimmer Steve Mazzaro                                                         | Nickelodeon Movies United Plankton Pictures MRC                                 | Mikros Image                          |
| The SpongeBob Movie: Sponge on the Run   | 14 de agosto de 2020   | Tim Hill                                          | Tim Hill Jonathan Aibel Glenn Berger (história)Tim Hill (roteiro) | Ryan Harris                                                                        | Hans Zimmer Steve Mazzaro                                                         | Nickelodeon Movies United Plankton Pictures MRC                                 | Mikros Image                          |
| Rumble                                   | 15 de dezembro de 2021 | Hamish Grieve                                     | Baseado em Monster on the Hill de: Rob Harrell | Brad Booker Mark Bakshi                                                            | Lorne Balfe                                                                       | WWE Studios Walden Media Reel FX Animation Studios                              | Reel FX Creative Studios              |
| Rumble                                   | 15 de dezembro de 2021 | Hamish Grieve                                     | Hamish Grieve Matt Lieberman | Brad Booker Mark Bakshi                                                            | Lorne Balfe                                                                       | WWE Studios Walden Media Reel FX Animation Studios                              | Reel FX Creative Studios              |
| Under the Boardwalk                      | 27 de outubro de 2023  | David Soren                                       | Lorene Scafaria David Dobkin (história)Lorene Scafaria David Soren (roteiro)                                                                                           | David Dobkin Dagan Potter Allison Gardner                                          | John Debney Jonathan Sadoff (trilha sonora)Sean Douglas Jonathan Sadoff (músicas) | New Republic Pictures (não creditada) Big Kid Pictures                          | DNEG Animation                        |
| The Tiger's Apprentice                   | 2 de fevereiro de 2024 | Raman Hui Codiretores: Paul Watling Yong Duk Jhun | Baseado no livro de: Laurence Yep | Jane Startz Sandra Rabins Bob Persichetti                                          | Steve Jablonsky                                                                   | New Republic Pictures (não creditada) Jane Startz Productions                   | Mikros Animation                      |
| The Tiger's Apprentice                   | 2 de fevereiro de 2024 | Raman Hui Codiretores: Paul Watling Yong Duk Jhun | David Magee Christopher Yost | Jane Startz Sandra Rabins Bob Persichetti                                          | Steve Jablonsky                                                                   | New Republic Pictures (não creditada) Jane Startz Productions                   | Mikros Animation                      |
| Transformers One                         | 20 de setembro de 2024 | Josh Cooley                                       | Baseado na franquia da: Hasbro | Lorenzo di Bonaventura Tom DeSanto Don Murphy Michael Bay Mark Vahradian Aaron Dem | Brian Tyler                                                                       | Hasbro Entertainment New Republic Pictures Di Bonaventura Pictures Bayhem Films | Industrial Light & Magic              |
| Transformers One                         | 20 de setembro de 2024 | Josh Cooley                                       | Eric Pearson Andrew Barrer Gabriel Ferrari (roteiro) | Lorenzo di Bonaventura Tom DeSanto Don Murphy Michael Bay Mark Vahradian Aaron Dem | Brian Tyler                                                                       | Hasbro Entertainment New Republic Pictures Di Bonaventura Pictures Bayhem Films | Industrial Light & Magic              |
| Transformers One                         | 20 de setembro de 2024 | Josh Cooley                                       | Andrew Barrer Gabriel Ferrari (história) | Lorenzo di Bonaventura Tom DeSanto Don Murphy Michael Bay Mark Vahradian Aaron Dem | Brian Tyler                                                                       | Hasbro Entertainment New Republic Pictures Di Bonaventura Pictures Bayhem Films | Industrial Light & Magic              |

### Futuros filmes
| Título                                      | Lançamento             | Diretor(es)                            | Roteirista(as)                 | Produtor(es)                                                 | Compositor(es) | Coprodução                                                      | Serviços de animação      | Status de produção | Ref(s)               |
| ------------------------------------------- | ---------------------- | -------------------------------------- | ------------------------------ | ------------------------------------------------------------ | -------------- | --------------------------------------------------------------- | ------------------------- | ------------------ | -------------------- |
| The Smurfs Movie                            | 18 de julho de 2025    | Chris Miller Codiretor: Matthew Landon | Baseado em The Smurfs de: Peyo | Ryan Harris Rihanna Laurence "Jay" Brown Tyran "Ty-Ty" Smith | ASA            | Nickelodeon Movies Marcy Media Films LAFIG Belgium Peyo Company | Cinesite                  | Em produção        | [ 62 ] [ 63 ] [ 64 ] |
| The Smurfs Movie                            | 18 de julho de 2025    | Chris Miller Codiretor: Matthew Landon | Pam Brady                      | Ryan Harris Rihanna Laurence "Jay" Brown Tyran "Ty-Ty" Smith | ASA            | Nickelodeon Movies Marcy Media Films LAFIG Belgium Peyo Company | Cinesite                  | Em produção        | [ 62 ] [ 63 ] [ 64 ] |
| The SpongeBob Movie: Search for SquarePants | 19 de dezembro de 2025 | Derek Drymon                           | Derek Drymon                   | Pam Brady Lisa Stewart                                       | ASA            | Nickelodeon Movies United Plankton Pictures                     | Reel FX Animation Studios | Em produção        | [ 65 ]               |
| Aang: The Last Airbender                    | 30 de janeiro de 2026  | Lauren Montgomery                      | TBA                            | Latifa Ouaou Maryann Garger                                  | ASA            | Nickelodeon Movies Avatar Studios                               | Flying Bark Productions   | Em produção        | [ 66 ]               |
|                                             |                        |                                        |                                |                                                              | ASA            |                                                                 |                           | Em produção        |                      |

## Projetos cancelados
| Título                                | Descrição |
| ------------------------------------- | --- |
| The New Kid                           | Longa-metragem baseado na história em quadrinhos da Penny Arcade anunciado em junho de 2011. |
| Shedd                                 | Anunciado em janeiro de 2014 com John Kahrs como diretor e era baseado em uma ideia original de Adam Goodman. |
| Giant Monsters Attack Japan           | Originalmente anunciado em 2006 como uma produção em live-action da Nickelodeon Movies dirigida por Matt Stone e Trey Parker. O filme foi transferido para a Paramount Animation em 2015 com um roteiro escrito por Matt Lieberman. |
| Bodacious                             | Anunciado em outubro de 2015 como um longa de animação produzido por Eddie Murphy baseado no infame touro de mesmo nome. |
| Filme de ficção científica sem título | A Paramount Animation adquiriu os direitos de um argumento de ficção científica sem título do roteirista David Frigerio em outubro de 2015, que foi descrito como "Tonalmente Carros ambientado no espaço". |
| The Flamingo Affair                   | Anunciado em junho de 2016 como uma coprodução com J. J. Abrams através da Bad Robot com um roteiro escrito por Pamela Pettler. O filme foi descrito como um filme de assalto cômico no estilo de Onze Homens e um Segredo com animais em Las Vegas. |
| Adventures in Wonder Park             | Antes do lançamento de Wonder Park, a Paramount Animation anunciou uma série de televisão baseada no filme, intitulada Adventures in Wonder Park, que estrearia na Nickelodeon após o lançamento do filme nos cinemas. Embora um trailer da série tenha sido anexado ao lançamento do filme em Blu-ray, e sua primeira temporada, consistindo de 20 episódios, tenha sido concluída entre 2019 e o início de 2020, não houve mais atualizações da Nickelodeon sobre o projeto. |
| The Shrinking of Treehorn             | Anunciado em junho de 2019 com direção de Ron Howard. O filme estava previsto para ser lançado em 10 de novembro de 2023, mas em maio de 2022, a Netflix adquiriu os direitos de distribuição. No entanto, em julho de 2024, foi relatado que o filme foi cancelado. |

## Prêmios

### Annie Awards
| Ano  | Filme                                    | Categoria                                    | Indicado(s)                                                              | Resultado |
| ---- | ---------------------------------------- | -------------------------------------------- | ------------------------------------------------------------------------ | --------- |
| 2015 | The SpongeBob Movie: Sponge Out of Water | Efeitos animados em uma produção de animação | Brice Mallier, Paul Buckley, Brent Droog, Alex Whyte e Jonothan Freisler | Indicado  |
| 2015 | The SpongeBob Movie: Sponge Out of Water | Dublagem em um filme de animação             | Tom Kenny                                                                | Indicado  |

### Framboesa de Ouro
| Ano  | Filme           | Categoria                         | Indicado(s)     | Resultado | Ref(s) |
| ---- | --------------- | --------------------------------- | --------------- | --------- | ------ |
| 2018 | Sherlock Gnomes | Pior Ator                         | Johnny Depp     | Indicado  |        |
| 2018 | Sherlock Gnomes | Pior Combo em Cena                | Johnny Depp     | Indicado  |        |
| 2018 | Sherlock Gnomes | Sua Carreira em Rápida Decadência | Sherlock Gnomes | Indicado  |        |